# شهریار شمس
شهریار شمس (زادهٔ ۱۷ خرداد ۱۳۷۸) فعال مدنی و دانشجویی و زندانی سیاسی سابق اهل ایران است. او سال ۱۳۹۶ در اعتراضات دی ۱۳۹۶ ایران بازداشت و زندانی شد.

## بازداشت‌ها

### اعتراضات دی ۱۳۹۶
او در زمان اولین بازداشت در اعتراضات دی ماه، ۱۸ ساله و دانشجوی ترم اول رشته مکانیک سیالات بود.
شمس در دی ماه ۱۳۹۶ توسط نیروهای امنیتی سپاه پاسداران در تهران بازداشت شد و پس از انتقال به بازداشتگاه و تفهیم اتهام و تحمل ۱۰ روز زندان با تودیع قرار وثیقه آزاد شد.

### خیزش ۱۴۰۱ ایران
در ۵ مهر ۱۴۰۱، در پی اعتراضات سراسری در ایران و اعتراض‌های دانشجویان، نیروهای امنیتی شمس را در خانه‌اش بازداشت کردند. آن‌ها با حضور مقابل ساختمان محل سکونت او، ابتدا خواهرش را خارج از خانه مورد ضرب و شتم قرار دادند و سپس بازداشتش کردند. در هنگام بازداشت خواهر او به شدت دچار آسیب دیدگی شد.

### بازداشت مجدد
۱۴ آبان ۱۴۰۱، حوالی ساعت یک بامداد شنبه ۱۴ آبان ماه برای دومین بار از هنگام آغاز اعتراضات سراسری در منزل خود توسط نیروهای امنیتی بازداشت شد.
شمس دقایقی قبل از بازداشت در بامداد چهاردهم آبان ماه، در حساب توییتر و اینستاگرام خود از تلاش نیروهای امنیتی برای بازداشت خود خبر داده و نوشته بود: «منو دارن میگیرن.»
نیروهای امنیتی هنگام بازداشت حکم بازداشت نداشتند و به همین دلیل شهریار شمس در همان لحظه گفته‌است که در اعتراض به این اقدام غیرقانونی، اعتصاب خشک می‌کند.
شمس دو روز پیش از بازداشت در توییتی خبر داد به «بازداشت دوباره و مفقود شدن» تهدید شده‌است. او نوشت: «من هرچی پشت سرم رو نگاه می‌کنم، فقط خون کشته شده‌ها رو می‌بینم و حاضر نیستم پا روی خونشون بذارم و حتی یک قدم عقب برم.»

## احکام صادره
سال ۱۳۹۶، قاضی ابوالقاسم صلواتی در شعبه ۱۵ دادگاه انقلاب با اتهام‌های تشویق اذهان عمومی، تبلیغ علیه نظام و اجتماع و تبانی علیه امنیت ملی، او را به تحمل شش سال حبس تعزیری محکوم کرد. این حکم در مرحله تجدیدنظر به ۴ سال و ۱ ماه و ۱۵ روز حبس تعزیری کاهش یافت.
او تیر ماه سال ۹۹ برای تحمل حبس به زندان اوین رفت.

### مرخصی از زندان
شمس در شهریور ۱۴۰۰ پس از تحمل یکسال حبس به مرخصی آمد. خرداد ۱۴۰۱ او با انتشار ویدیوی در شبکه‌های اجتماعی خود از بازگشت به زندان اوین گفت و توضیح داد «اعتراض جرم نیست و او جز اعتراض، جرمی دگر مرتکب نشده. به همین سبب نیز قصد ندارد از قانونی که اعتراض شهروندان را جرم‌انگاری می‌کند، اطاعت کند.» او پس از مراجعه به زندان اوین مطلع شد که مرخصی وی بدون درخواست خودش تمدید شده‌است.